# Cyrtandra microphylla
Cyrtandra microphylla är en tvåhjärtbladig växtart som beskrevs av Elmer Drew Merrill. Cyrtandra microphylla ingår i släktet Cyrtandra och familjen Gesneriaceae. Inga underarter finns listade i Catalogue of Life.